# Weimar
 Der er flere lokaliteter med dette navn, se Weimar (Hessen).
Weimar er en tysk by i delstaten Thüringen, nord for Thüringerskoven, øst for Erfurt og sydvest for Halle og Leipzig. Den har omkring 65.000 indbyggere.

## Historie
Den tidligste skriftlige kilde er fra 899 e.Kr.
Den kulturelle arv er stor. Omkring 1800, hvor Weimar var hovedstaden i hertugdømmet (efter 1815 storhertugdømmet) Sachsen-Weimar, senere Sachsen-Weimar-Eisenach, var byen det kulturelle centrum i Tyskland og brændpunktet for den tyske oplysningstid: her boede blandt andre Goethe og Schiller, der udviklede den litterære bevægelse, weimarklassicisme. Goethes berømte havehus, i hvilket han blev gift med Christiane Vulpius, som han havde giftet sig med af kærlighed, trods hendes meget lavere stand, ligger endnu i byen. Her skrev han flere af sine værker og litterære skrifter, som i dag står som helt centrale bidrag til den tyske og europæiske kultur.
Tysklands første demokratiske forfatning blev underskrevet her efter 1. verdenskrig. Weimar lagde navn til Weimarrepublikken, da nationalforsamlingen i 1919 vedtog forfatningen, som gjaldt til 1933.
Bauhaus-bevægelsen blev stiftet i byen af Walter Gropius i 1919 med kunstnerne Wassily Kandinsky, Paul Klee, Oskar Schlemmer og Lyonel Feininger som lærere på Bauhaus-skolen. Mange steder i byens centrum er med på UNESCOs verdensarvsliste.